# Sushmita Sen
Sushmita Sen (bengalí: সুস্মিতা সেন, nacida el 19 de noviembre de 1975) es una actriz india que forma parte de Bollywood. 
Es exreina de belleza y ganadora del título  Miss Universo 1994.

## Historia de su vida

### Biografía
Sen nació en Hyderabad, Andhra Pradesh en una familia bengalí-India. Su padre, Shubeer Sen, es un excomandante de La fuerza Aérea India y su madre, Subhra Sen, es una artista de moda y diseñadora de joyas. Ella tiene un hermano, Rajeev Sen.
Sen nació en el hospital de   San hospital Teresa, Hyderabad, y creció en Nueva Delhi. Asistió a la escuela en la Fuerza Aérea del Jubileo de Oro del Instituto.
En el año 2000, Sushmita adoptó una hija, llamada Renee. El 13 de enero de 2010 volvió a adoptar una niña de tres meses de edad, y la nombró Alisah.

### Miss Universo
En 1994, a la edad de dieciocho, Sushmita ganó el título de Femina Miss India superando a Aishwarya Rai, quien fue la suplente. Sen representó la India en el 1994 en Miss Universo 1994 que tuvo lugar en Manila donde ganó.
En Miss Universo, Sushmita Ocupó el tercer lugar en las preliminares, justo detrás de Miss Colombia Carolina Gómez, y Miss Grecia Totounzi Rea, quien ocupó el segundo lugar, pero ganó el traje de baño y las competiciones preliminares y vestido de noche. Sushmita pasó a un segundo, quinto y tercero en el traje de baño, entrevistas, concursos y vestido de noche de semifinales, respectivamente, colocando el tercer lugar detrás de Miss Colombia y Miss Venezuela Minorka Mercado. Las tres mujeres iban a ser los últimos tres concursantes. Al final, los jueces pusieron sus votos en Sushmita, convirtiéndola en la primera mujer de la India para convertirse en Miss Universo
Sushmita Sen fue la primera en ganar el título Miss Universo en 1994, la segunda fue su compatriota Lara Dutta en el año 2000, y por último en el 2021 con Harnaaz Sandhu

### Carrera de Cine
Después de su reinado como Miss Universo había terminado, Sushmita se convirtió en una actriz. Su primera película, Dastak fue en 1996, en la que interpretó a la víctima de un acosador. La película fue muy buena en la taquilla. Sin embargo, dos años después de su aparición como Rupali en la película de David Dhawan Biwi No.1 ganó el Film Fare Mejor Actriz en 1999.  El mismo año, fue también nominada por su papel en Sirf Tum en la misma categoría, haciendo de ella una elección obvia para el ganador. Recibió elogios de la crítica y el éxito de taquilla de la película Aankhen.
Hasta ahora, su mayor éxito ha sido la película de 2004 Main Hoon Na  , en la que interpretó el papel de mucho interés Shahrukh Khan. La película recaudó un total de Rs 340 millones y fue unas de las películas más vendida de ese año. 
Más tarde, Sushmita desempeño el papel un abogado en Main Aisa Hi Hoon opuesto a Ajay Devgan. 
En 2005, también protagonizó una nueva versión de Flor de cactus , donde se llamó Maine Pyaar Kyun Kiya.

## Filmografía

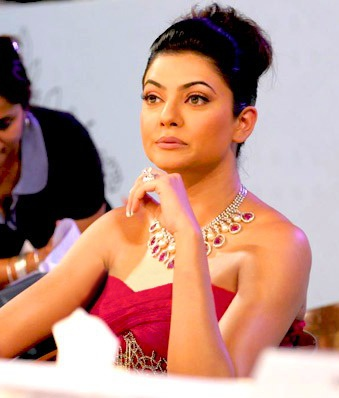
Sushmita Sen

| Año  | Película                          | Papel               | Notas                                                  |
| ---- | --------------------------------- | ------------------- | ------------------------------------------------------ |
| 1996 | Dastak                            | Sushmita Sen        |                                                        |
| 1997 | Zor                               | Aarti               |                                                        |
| 1997 | Ratchagan                         | Soniya              | Tamil Versión en el telugú, Rakshakudu                 |
| 1999 | Sirf Tum                          | Neha                |                                                        |
| 1999 | Hindustan Ki Kasam                | Priya               |                                                        |
| 1999 | Biwi No.1                         | Rupali              | Ganadora, Premio Filmfare a la Mejor Actriz de Reparto |
| 2000 | Aaghaaz                           | Sudha               |                                                        |
| 2000 | Fiza                              |                     | Actuación especial (canción)                           |
| 2001 | Kyun...Ki Main Jhooth Nahin Bolta | Sonam               |                                                        |
| 2001 | Nayak: The Real Hero              |                     | Actuación especial (canción)                           |
| 2001 | Mudhalvan                         |                     | Tamil Actuación especial (canción)                     |
| 2001 | Bas Itna Sa Khwaab Hai            | Lara Oberoi         |                                                        |
| 2002 | Aankhen                           | Neha Srivastav      |                                                        |
| 2002 | Tumko Na Bhool Paayenge           | Mehak               |                                                        |
| 2002 | Filhaal...                        | Sia Sheth           |                                                        |
| 2003 | Samay: When Time Strikes          | ACP Malvika Chauhan |                                                        |
| 2003 | Pran Jaye Par Shaan Na Jaye       | Herself             | Actuación especial                                     |
| 2004 | =Vaastu Shastra                   | Jhilmil Rao         |                                                        |
| 2004 | Main Hoon Na                      | Chandni             |                                                        |
| 2004 | Paisa Vasool                      | Baby                |                                                        |
| 2005 | Chingaari                         | Basanti             |                                                        |
| 2005 | Maine Pyaar Kyun Kiya?            | Naina               |                                                        |
| 2005 | Main Aisa Hi Hoon.                | Neeti Khanna        |                                                        |
| 2005 | Bewafaa                           | Aarti               |                                                        |
| 2005 | Kisna                             | Naima Begum         | Actuación especial (canción)                           |
| 2005 | It Was Raining That Night         |                     |                                                        |
| 2006 | Zindaggi Rocks                    | Kriya               |                                                        |
| 2006 | Alag                              |                     | Actuación especial (canción)                           |
| 2007 | Ram Gopal Varma Ki Aag            | Durga               |                                                        |
| 2009 | Karma, Confessions and Holi       | Meera               | Inglés                                                 |
| 2009 | Do Knot Disturb                   | Kiran               |                                                        |
| 2009 | Marmayogi                         | Guerrera            | Tamil                                                  |
| 2010 | Dulha Mil Gaya                    | Shimmer             |                                                        |
| 2010 | No Problem                        | Karam               |                                                        |